# ماثيو أنطوان
ماثيو أنطوان (بالإنجليزية: Matthew Antoine)‏ هو متزلج جماعي أمريكي، ولد في 2 أبريل 1985 في برايري دو شين في الولايات المتحدة.

## وصلات خارجية
- ماثيو أنطوان على موقع IBSF (الإنجليزية)
- ماثيو أنطوان على موقع اللجنة الأولمبية الدولية (الإنجليزية)
- ماثيو أنطوان على موقع أوليمبيديا (الإنجليزية)
- ماثيو أنطوان على موقع اللجنة الأولمبية والبارالمبية الأمريكية (الإنجليزية)